# Enis Domuzeti
Enis Domuzeti (* 8. September 1991 in Plajnik) ist ein kosovarischer Fußballspieler.

## Karriere
Domuzeti spielte ab der Rückrunde der Saison 2008/09 für die erste Mannschaft des USV Eschen-Mauren. Für Eschen-Mauren kam er insgesamt zu 41 Einsätzen in der drittklassigen Schweizer 1. Liga, in denen er zwölf Tore erzielte. Zur Saison 2011/12 wechselte der Angreifer zu den drittklassigen Amateuren des österreichischen Zweitligisten SCR Altach. In seiner ersten Spielzeit in Altach kam er zu 25 Einsätzen in der Regionalliga, in denen er sieben Tore erzielte. Im Juli 2012 stand er im Cup gegen den Floridsdorfer AC erstmals im Profikader der Vorarlberger.
Im selben Monat gab er dann in der zweiten Liga auch sein Profidebüt, als er am zweiten Spieltag der Saison 2012/13 gegen den SV Grödig in der 85. Minute für Eric Zachhuber eingewechselt wurde. Bis Saisonende kam er zu zwei Zweitligaeinsätzen in Altach, zudem spielte er 19 Mal in der Westliga für die Amateure der Altacher. Zur Saison 2013/14 kehrte Domuzeit nach Liechtenstein zurück und wechselte zur Reserve des FC Vaduz. Im Januar 2015 schloss er sich dem in der vierten Schweizer Liga spielenden FC Balzers an. Für Balzers kam er zu 78 Einsätzen in der vierthöchsten Spielklasse, in denen er 28 Mal traf, ehe er mit dem Verein am Ende der Saison 2017/18 in die 2. Liga interregional absteigen musste. In dieser schoss der Kosovare seinen Verein mit 28 Toren in 25 Einsätzen fast im Alleingang zum Wiederaufstieg, damit wurde der Stürmer auch überlegen Torschützenkönig der Gruppe sechs. Am Ende der Saison 2021/22 stieg er mit Balzers erneut in die fünfte Liga ab, woraufhin er den Verein nach sieben Jahren dann verließ.